# Орден 7 ноября 1987
Орден 7 ноября 1987 года (араб. وسام 7 نوفمبر‎; фр. Ordre du 7 novembre 1987) — государственная награда Тунисской Республики, с 1988 по 2011 год — высший орден.

## История
7 ноября 1987 года в 6 часов 30 минут тунисское государственное радио неожиданно прервало концерт популярной ливанской певицы Файруз сообщив, что 84-летний пожизненный глава государства Хабиб Бургиба смещен со своего поста, который он занимал со Дня провозглашения республики в 1957 году. В связи с этим политическим переворотом, 7 ноября в Республике отмечался государственный праздник — День новой эры или День обновления. Также, в честь данного события, 2 июля 1988 года был учреждён орден «7 ноября 1987 года», предназначенный для вручения всемирно известным гражданам и государственным деятелям за заслуги в области гуманизма и благотворительности.
Орден имел пять классов и орденскую цепь для вручения главам государств.
В ходе революционных событий 2010—2011 годов орден был отменён.

## Описание
Знак ордена — золотая восьмиконечная звезда белой эмали с лучиками пурпурной эмали по центру луча и между ними. Центральные пурпурные лучики с обеих сторон обременены по белой эмали золотыми шариками в ряд. Между лучей сияющие штралы. В центре звезды золотой круглый медальон с широкой каймой пурпурной эмали. В медальоне цифра «7» белой эмали по сторонам от которой разбитый на две части год: «97» и «11» (по календарю Хиджры). На кайме золотыми буквами надпись на арабском языке. Из-за верхнего луча звезды выступает факел с пылающими языками пламени белой эмали, ниже которого круглый медальон белой эмали с красной эмали серпом луны рогами в право и пятиконечная звезда. На нижний луч звезды наложен круглый медальон белой эмали с изображением государственного герба в цветных эмалях. Знак при помощи кольца крепится к орденской ленте.
Звезда ордена аналогична знаку, но большего размера.
Лента ордена шёлковая муаровая пурпурного цвета с двойными золотыми полосками, отстающими от края.